# Грембениці
Грембениці (пол. Grębenice) — село в Польщі, у гміні Жарнув Опочинського повіту Лодзинського воєводства.
Населення — 119 осіб (2011).
У 1975—1998 роках село належало до Пйотрковського воєводства.

## Демографія
Демографічна структура станом на 31 березня 2011 року:
|          | Загалом | Допрацездатний вік | Працездатний вік | Постпрацездатний вік |
| -------- | ------- | ------------------ | ---------------- | -------------------- |
| Чоловіки | 57      | 10                 | 35               | 12                   |
| Жінки    | 62      | 8                  | 29               | 25                   |
| Разом    | 119     | 18                 | 64               | 37                   |